# Demostrat (ambaixador)
Demostrat (en llatí Demostratus, en grec antic Δημόστρατος "Demóstratos"), fill d'Aristofó, fou un ambaixador atenenc, que va ser enviat pel govern d'Atenes a Esparta. Se suposa que podria ser el net de l'orador Demostrat.